# Johannes Höver
Le frère Johannes Höver, C.F.P., est une figure du catholicisme social rhénan du XIXe siècle et le fondateur d'une congrégation catholique.

## Biographie
Il nait Philipp Martin Höver dans une famille d'agriculteurs dans le petit village d'Oberstehöhe, près de Cologne, le 10 novembre 1816.
Enseignant, il se marie et a deux enfants. En 1843, il se rend à Aix-la-Chapelle, en pleine industrialisation, pour enseigner à l'école paroissiale Saint-Pierre.
En 1849, la ville est touchée par une épidémie de choléra. Interpelé par la question du paupérisme, il fait partie de ces figures du catholicisme social de l'époque, comme ses contemporains de Rhénanie qui l'encouragent : la bienheureuse Mère Françoise (1819-1876), dite "la mère des pauvres" Franziska Schervier, fondatrice des Pauvres Sœurs de Saint-François; le médecin Heinrich Hahn (1800-1882), conseiller d'État d'Aix-la-Chapelle et fondateur des associations de Saint-François-Xavier ; ou l'abbé Joseph Istas, créateur de soupes populaires.
Il participe en tant que veuf membre laïc du Tiers ordre franciscain à diverses œuvres de charité dans le soin aux malades et l'assistance aux pauvres. La veille de la Noël 1857, avec l'aide de Mère Françoise, il fonde la congrégation des Pauvres Frères de Saint-François-Séraphique, tournée vers les orphelins et l'instruction des garçons des classes pauvres. En 1860, une maison est ouverte à Aix-la-Chapelle et l'année suivante le cardinal von Geissel approuve les règles de la congrégation.
Lorsqu'il meurt, le 13 juillet 1864, elle compte 26 membres et plusieurs postulants.
La congrégation - en latin : Congregatio Fratrum Pauperum Francis Seraphici - est approuvée par le pape Pie X en 1910. Elle compte à l'époque 210 membres.
Plusieurs orphelinats et écoles ouvrent dans les années qui suivent la mort du fondateur à Berlin, en Hollande et sur les pas des émigrés allemands aux États-Unis dans l'Ohio, le Michigan, le Kentucky et l'Illinois.
La congrégation compte aujourd'hui 80 frères aux États-Unis, au Brésil, en Hollande et en Allemagne.